# The Chase (1994)
The Chase is een Amerikaanse film uit 1994 onder regie van Adam Rifkin.

## Verhaal
De 28-jarige Jackson "Jack" Hammond wordt onterecht beschuldigd en zal 25 jaar lang de gevangenis in moeten. Hij weet echter te ontsnappen wanneer de politie stopt om te eten. Om aan de politie te ontkomen neemt hij een vrouw gegijzeld mee. Nadat hij de wapens van de politie mee weet te nemen, ontsnapt hij in de auto van zijn gegijzelde: Natalie Voss.
Natalie blijkt echter de dochter van miljardair Dalton Voss te zijn, een van de rijkste mannen uit Californië. De achtervolging wordt om die reden al snel uitgezonden op vrijwel elk televisiekanaal, gezien deze gefilmd wordt via helikopters, auto's en op andere manieren. Tijdens de ontsnapping leren Jack en Natalie elkaar kennen en ontdekken ze hoeveel ze met elkaar gemeen hebben. Natalie wordt uiteindelijk verliefd op hem en gelooft zijn vastberadenheid van zijn onschuld.
Jack besluit ondertussen naar Mexico te vluchten en Natalie plant een toekomst met hem. Wanneer de politie de tolweg naar Mexico barricadeert, is Jack ertoe gedwongen te stoppen. Jack geeft zich over, maar Natalie kan zich geen toekomst meer zonder hem voorstellen en houdt een producent gegijzeld. Ze dwingt de politie Jack te laten gaan. Ze blaast een helikopter op en samen met Jack vlucht ze naar Mexico, waar ze een rustig leventje aan het strand leiden.

## Rolverdeling
| Acteur            | Personage             |
| ----------------- | --------------------- |
| Charlie Sheen     | Jackson Davis Hammond |
| Kristy Swanson    | Natalie Voss          |
| Henry Rollins     | Officer Dobbs         |
| Josh Mostel       | Officer Figus         |
| Wayne Grace       | Chief Boyle           |
| Rocky Carroll     | Byron Wilder          |
| Ray Wise          | Dalton Voss           |
| Claudia Christian | Yvonne Voss           |
| Ron Jeremy        | Randy                 |
| Cary Elwes        | Steve Horsegroovy     |